# Senhor do Bonfim (tiểu vùng)
Senhor do Bonfim là một tiểu vùng thuộc bang Bahia, Brasil. Tiều vùng này có diện tích 16349 km², dân số năm 2007 là 269979 người.